# 베투 (1998년)
노르베르투 베르시케 고메스 베툰칼(포르투갈어: Norberto Bercique Gomes Betuncal, 1998년 1월 31일 ~ )는 흔히 베투(포르투갈어: Beto)로 알려져 있는 포르투갈의 축구 선수이다. 그의 포지션은 스트라이커로, 현재 잉글랜드 프리미어리그의 에버턴에서 활약하고 있다.

## 클럽 경력

### 초기 경력
리스본에서 태어난 베투는 기니비사우 혈통으로, 리스본 축구 협회의 아마추어 팀 URD 티레스에서 성인 무대 경력을 시작했다. 2018년, 그는 3부 리그의 클루브 올림피쿠 두 몬티주와 계약을 맺었고, 팀에서 뛴 유일한 시즌에 21골로 득점 순위 2위를 차지했다.

### 포르티모넨스
2019년 6월 3일, 베투는 포르티모넨스와 4년 계약을 맺고 이적하며 1부 리그인 프리메이라리가로 직행했다. 8월 9일, 그는 0-0으로 비긴 벨레넨스스 SAD와의 홈 경기에서 87분에 교체 투입 되어 첫 경기를 치렀다. 그는 10번의 리그 경기를 더 출전하며 시즌을 마무리했는데, 모두 교체 투입되었다.
2020년 11월 8일, 베투는 FC 포르투와의 원정 경기에서 포르투갈 1부 리그 데뷔골을 기록하였으나, 팀은 3-1으로 패하였다. 그는 시즌 중에 10골을 더 추가했는데, 이는 선수단 내 최고의 활약이었다.

### 우디네세
2021년 여름 이적 시장 마지막 날, 베투는 이탈리아의 우디네세 칼초로 시즌 종료 후 의무적으로 발동될 완전 영입 옵션과 함께 한 시즌 동안 임대되었다. 그는 처음 10번의 세리에 A 경기에서 4골을 넣었고, 팀이 6점을 획득하는 데 기여하였다.
2022년 4월 3일, 베투는 5-1로 이긴 칼리아리 칼초와의 홈 경기에서 해트트릭을 기록했다.

## 국가대표팀 경력
2022년 10월, 베투는 카타르에서 열리는 2022년 FIFA 월드컵의 포르투갈 55인 예비 명단에 이름을 올렸다.